# Milan Kuna

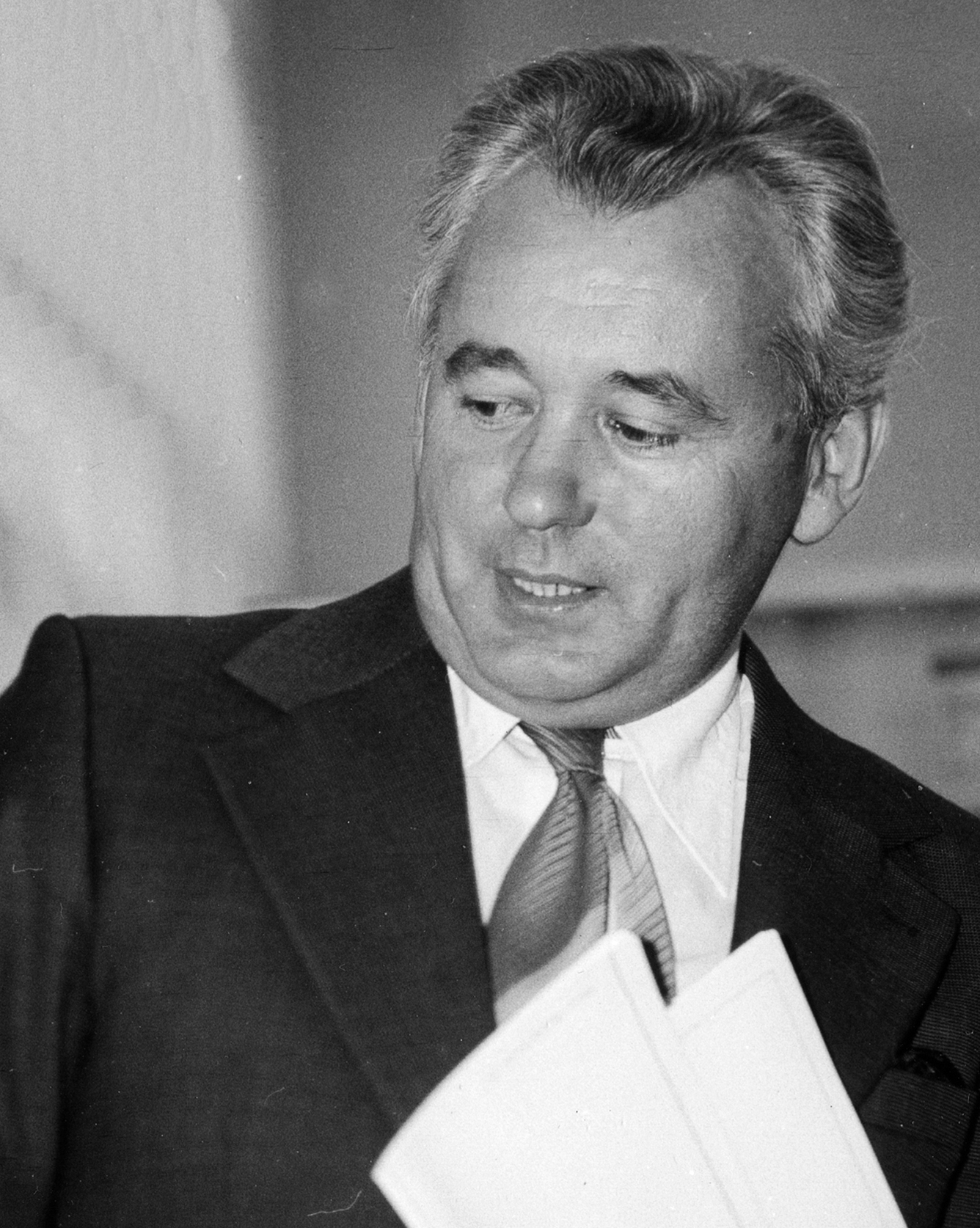
Milan Kuna (1985)

Milan Kuna (* 19. März 1932 in Zdice, Tschechoslowakei) ist ein tschechischer Musikwissenschaftler, Autor und Herausgeber.

## Leben und Wirken
Kuna verbrachte sein Leben als Wissenschaftler am Musikwissenschaftlichen Institut der Tschechischen Akademie der Wissenschaften in Prag. Im Zentrum seiner Forschungen steht der Komponist Antonín Dvořák. Bereits in seiner Dissertation beschäftigte er sich mit Stilfragen im Werk Dvořáks. In den 1980er Jahren gab er mit Mitarbeitern des Antonín-Dvořák-Museums und des Tschechischen Musikmuseums eine zehnbändige Edition von Korrespondenzen und Dokumenten Dvořáks heraus, die teilweise erstmals veröffentlicht wurden.
Er schrieb und forschte auch zum Thema Filmmusik (Publikation Zvuk a hudba ve filmu – Ton und Musik im Film) und zur Kunst der musikalischen Interpretation (Čas a hudba – Zeit und Musik). Monographien schrieb er über die Komponisten Karel Boleslav Jirák (Exulantem proti své vůli – Exilant wider Willen), Karel Reiner (Dvakrát zrozený – Zweimal geboren) und den Dirigenten Václav Talich (Šťastný i hořký úděl dirigenta – Das glückliche und bittere Schicksal des Dirigenten). Sein Buch Skladatelé světové hudby (Komponisten der Weltmusik) erschien in sieben Sprachen. Seine Monographie Hudba na hranici života, Hudba vzdoru a naděje: Terezín 1941–1945 über Musiker und ihre Arbeit in deutschen Konzentrationslagern erschien 1993 in deutscher Sprache unter dem Titel Musik an der Grenze des Lebens. Musikerinnen und Musiker aus böhmischen Ländern in nationalsozialistischen Konzentrationslagern und Gefängnissen. Über seine eigene Arbeit schrieb er das Buch Být muzikologem (Musikwissenschaftler sein).
Für seine Verdienste um die Popularisierung der tschechischen Musik wurde Kuna u. a. mit dem Preis des Tschechischen Musikrates und einer Ehrenmitgliedschaft der Antonín-Dvořák-Gesellschaft ausgezeichnet. Die Stadt New Orleans ehrte ihn mit einer Ehrenbürgerschaft.

## Schriften (Auswahl)
- Hudba na hranici života, Hudba vzdoru a naděje: Terezín 1941–1945. 1990
- Musik an der Grenze des Lebens. Musikerinnen und Musiker aus böhmischen Ländern in nationalsozialistischen Konzentrationslagern und Gefängnissen. Übersetzung Eliška Nováková. Überarbeitung der deutschen Fassung Michael Schmitt, Martin Weinmann. Zweitausendeins, Frankfurt am Main 1993